# Josef Froewis

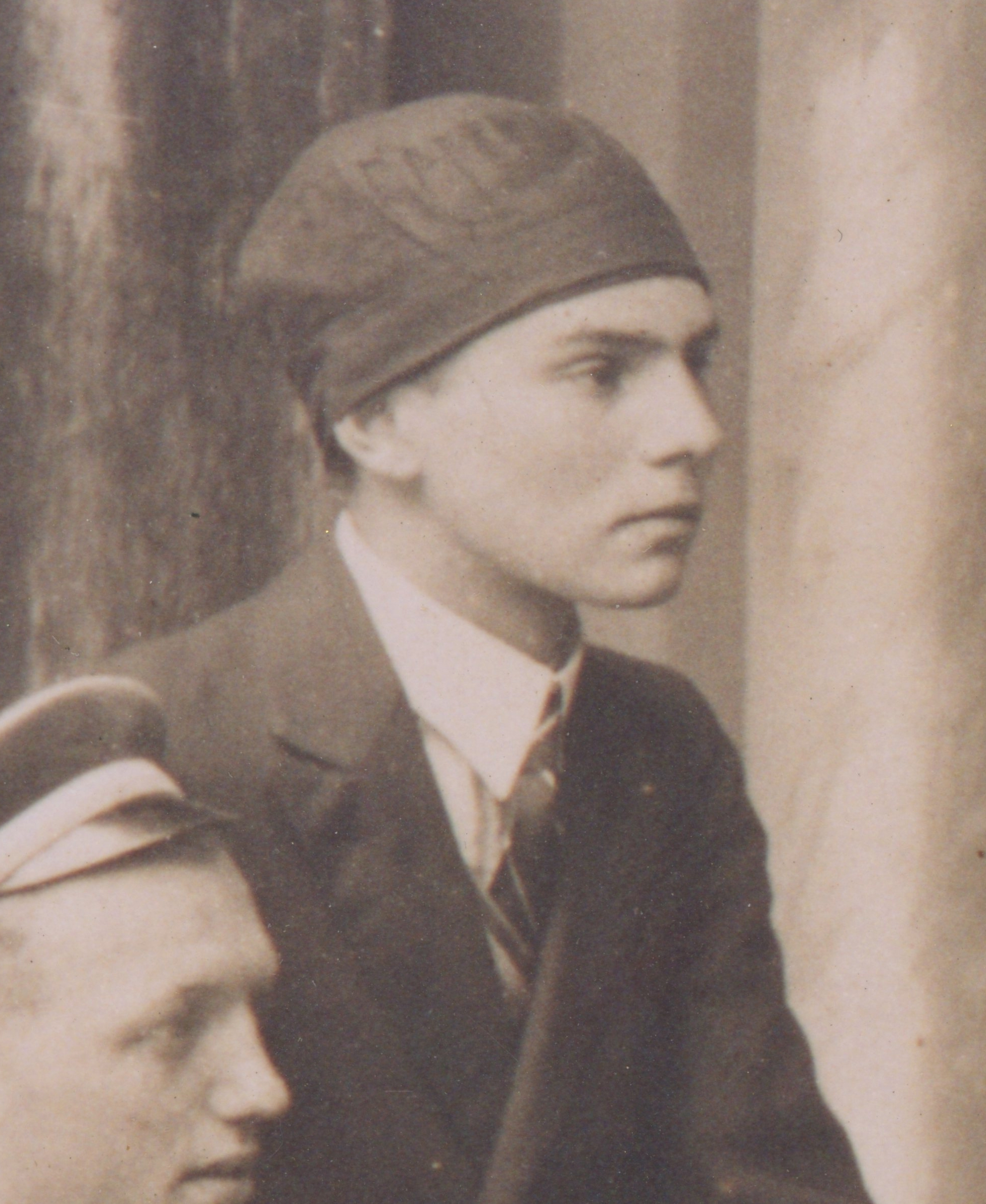
Josef Froewis, 1924

Josef Froewis (* 20. März 1904 in Bregenz; † 23. Dezember 1971 in Wien) war ein österreichischer Gynäkologe.

## Leben
Nach dem Besuch des Gymnasiums in Bregenz studierte Froewis zunächst an der Universität Innsbruck Medizin. Er wurde 1924 im Corps Gothia Innsbruck aktiv und zeichnete sich als Consenior und Senior aus. Als Inaktiver wechselte er an die Friedrich-Wilhelms-Universität zu Berlin. 1932 in Innsbruck zum Dr. med. promoviert, erhielt er seine allgemeinmedizinische Ausbildung unter anderem bei dem Pathologen Rudolf Maresch und dem Internisten Hans Eppinger junior. Er begann die gynäkologische Facharztausbildung bei Wilhelm Weibel an der II. Universitätsfrauenklinik in Wien. Nach zwei Jahren ging er an die Landesfrauenklinik Salzburg. Danach war er Assistent von Tassilo Antoine (1895–1980) und Paul Werner in der Frauenabteilung des Krankenhauses Lainz. Nachdem er Antoine an die Frauenklinik Innsbruck gefolgt war, kehrte er 1943 nach Wien zurück, wo er sich 1952 als Erster Assistent habilitierte. Er wurde 1957 zum außerordentlichen Professor ernannt und leitete 1962–1970 die Frauenabteilung des Krankenhauses Lainz. Der deutsche Botschafter Walter Fröwis war sein Neffe.

## Schriften
- Neue Tuberkulinbehandlung der Tuberkulose mit besonderer Berücksichtigung der Genitaltuberkulose. Gynecologic and Obstetric Investigation 128 (1949), S. 173–194.
- mit J. Spurny: P-Hydroxypropiophenon im Rattentierversuch. Archiv für Gynäkologie 184 (1954), S. 804–809.
- mit Tassilo Antoine: Geburtshilfe und Gynäkologie. Urban & Schwarzenberg, Wien 1958.
- mit R. Ulm: Carcinomatöse Lymphknotenbesiedlung beim operierten Collumcarcinom. Gynaecologia 148 (1959), S. 234 ff.
- Zur Frage der karzinomatösen Lymphknotenbesiedlung beim Collumkarzinom. Wiener klinische Wochenschrift 74 (1962), S. 357 f.
- mit N. Rogovits: Diabetische Schwangerschaft und Geburt. Wiener klinische Wochenschrift 81 (1969), S. 129.
- mit W. Zischka-Konorsa und H. Kremer: Der tatsächliche Krebsbefall von Parametrien und Lymphknoten bei örtlich anatomischem Stadium I des Kollumkrebses. Wiener klinische Wochenschrift 81 (1969), S. 667 ff.
- mit R. Ulm: Untersuchungen über den Karzinomsbefall der Lymphknoten bei 1358 operierten Karzinomen des Collum uteri. Wiener klinische Wochenschrift 83 (1971), S. 153 ff.